# 렌츠부르크역 (독일)
렌츠부르크역(Bahnhof Rendsburg)은 슐레스비히홀슈타인주의 렌츠부르크에 위치한 노이뮌스터-플렌스부르크선의 철도역이다. 렌츠부르크역 남쪽의 오스터뢴펠트(Osterrönfeld)역에서 킬 하스제-오스터뢴펠트선이 분기한다. 렌츠부르크-후줌선은 현재는 렌츠부르크 시내 구간만 남겨 놓고 나머지 구간이 폐선되었다.

## 역사
지역 투자자에 의해 설립된 렌츠부르크-노이뮌스터 철도회사(Rendsburg-Neumünstersche Eisenbahn)에서 위틀란트선(Jütlandlinie)으로 알려진 노이뮌스터-렌츠부르크 글라치스(Rendsburg-Glacis, 당시의 명칭)간 34 km 노선을 건설했다. 1845년 9월 18일에 이 역이 개통했다. 1847년 1월 1일 렌츠부르크 글라치스역에서 렌츠부르크 오버라이더(Rendsburg-Obereider)간 항만 철도가 연결되었다. 1904년에는 킬 방면 노선, 1910년에는 후줌 방면 노선이 개통했다. 항만철도 상에는 1901년에 렌츠부르크 지역철도(Rendsburger Kreisbahn)의 환적역이 개업했으며, 지역철도 회사에서는 4선 규모의 항만철도를 운영했다. 승객은 이 역에서 렌츠부르크 지역철도역(Rendsburger Kreisbahnhof) 사이 약 1 km를 걸어 가야 했다.
1913년에는 킬 운하를 넘기 위한 렌츠부르크 고가교가 새로 건설되면서, 역 자체는 유지되었지만 남쪽 방향으로의 출발 운행 노선이 크게 변경되었다.
렌츠부르크 지역철도는 1957년에 영업을 중단했고, 항만도 1992년에 영업을 중단했다. 후줌 방면 노선의 여객 영업은 1974년에 중단되었다. 역 남동쪽에는 화물역과 렌츠부르크 기지가 있다.

## 노선
2007년 12월 9일부터 2015년 12월까지 베를린-오르후스, 올보르-함부르크간 ICE 열차가 정차했다. 올보르-함부르크간 노선은 ICE 폐지 이후 IC 등급으로 계속 운행했다. 현재는 플렌스부르크역, 뮌헨 중앙역, 쾰른 중앙역 방면으로 금요일에 직통 IC 열차가 운행하며, 일요일에는 반대 방향으로의 IC 열차가 운행한다.
DB 레기오 슐레스비히홀슈타인에서는 노이뮌스터-플렌스부르크간 RE, RB 노선을 운영한다. 2005년 12월까지 DB 레기오날반에서 운영했던 IR 열차는 슐레스비히홀슈타인 특급(Schleswig-Holstein-Express)으로 불렸다. 베올리아의 자회사 코넥스(Connex)에서 이 노선의 후속작인 플렌스부르크 특급(Flensburg-Express, FLEX)을 잠시 운영했으나 오래 지속되지는 못했다.
노르트오스트제반(Nord-Ostsee-Bahn)에서는 2000년부터 후줌-위베크-슐레스비히-렌츠부르크-킬 노선을 1시간 배차 간격으로 운행했다. 후줌-길 구간은 2009년에 재입찰에 부쳐져서, 2011년 12월 11일부터는 DB 레기오에서 운영하고 있다.
2015년 1월부터 킬-후줌 간 RE 노선에 더불어 킬-렌츠부르크 노선이 추가되었다.

### 장거리 열차
| 노선  | 구간 | 차량               | 운영사                         |
| ----- | --- | ------------------ | ------------------------------ |
| EC 27 | 플렌스부르크 – 렌츠부르크 – 함부르크 중앙역 – 베를린 중앙역 – 드레스덴 중앙역 – 우스티나트라벰 중앙역 – 프라하 중앙역 | 지멘스 벡트론+객차 | DB 페른페어케어, 체스케 드라히 |
| IC 76 | 함부르크 중앙역 – 렌츠부르크 – 플렌스부르크 – 팅레브 – 프레데리시아 – 오르후스 중앙역                                 | DSB IC3            | DB 페른페어케어, DSB           |

### 지역간 열차
| 노선 | 구간                                                                               | 배차  | 차량                    | 운영사           |
| ---- | ---------------------------------------------------------------------------------- | ----- | ----------------------- | ---------------- |
| RE7  | 함부르크 중앙역 – 엘름스호른 – 노이뮌스터 – 렌츠부르크 – 슐레스비히 – 플렌스부르크 | 1시간 | 봄바디어 Twindwxx Vario | DB 레기오 노르트 |
| RE74 | 후줌 – 위베크 – 슐레스비히 – 오프슐라크 – 렌츠부르크 – 펠데 – 킬 중앙역            | 1시간 | 알스톰 코라디아 LINT 41 | DB 레기오 노르트 |
| RB75 | 렌츠부르크 – 쉴도르프 – 펠데 – 킬 루스제 – 킬 중앙역                               | 1시간 | 알스톰 코라디아 LINT 41 | DB 레기오 노르트 |

## 승강장
| 1 |  | 함부르크 방면 장거리 및 지역간 열차, 노이뮌스터/킬 방면 지역간 열차                    |
| 2 |  | 킬 방면 지역간 열차                                                                    |
| 3 |  | 덴마크 방면 장거리 열차, 플렌스부르크/파드보르 방면 지역간 열차, 후줌 방면 지역간 열차 |
| 4 |  | 임시 승강장                                                                            |